# Álkis Pierrákos
Álkis Pierrákos (en grec moderne : Άλκης Πιερράκος), né le 21 novembre 1920 à Thessalonique (Grèce) et mort le 22 mars 2017 à Naupacte (Grèce) est un peintre grec.

## Son œuvre

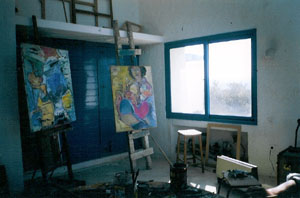
Atelier de Pierrákos à Oxylithos (Eubée, Grèce).

## Sélection d'expositions personnelles
- 1954, Cambridge (G.B.) - Heffer Gallery (avec K. Martin et M. Martin)
- 1954, Florence (Italie) - Galleria di Numero
- 1955, Paris - Galerie Voyelles
- 1958, Paris - Galerie de l’Université
- 1960, New York (U.S.A.) - Ruth White Gallery
- 1960, Paris - Galerie A.G.
- 1960, Londres (Grande-Bretagne) - Redfern Gallery
- 1962, Saint-Étienne - Galerie Chimène
- 1965, Athènes (Grèce) - Galerie Merlin
- 1965, Thessalonique (Grèce) - Galerie Techné
- 1966, Athènes (Grèce) - Athens Technological Institute
- 1967, Toulouse - Galerie l’Atelier
- 1968, Karlsruhe (Allemagne) - Galerie der Buchhandlung Hans Lugert
- 1969, Montmaur - Galerie Pops Gaibrois (avec E. Eymard)
- 1970, Besançon - Ancienne poste
- 1973, Boxtel (Hollande) - De Ark
- 1973, Yerres - Centre Educatif et Culturel (« la Femme », avec J.Cl. Bernath et J. Socquet)
- 1974, Paris - Galerie Jean Estève
- 1975, Thessalonique (Grèce) - Galerie Kochlias
- 1975, Thessalonique (Grèce) - Z.M.
- 1976, Athènes (Grèce) - Galerie Marilena Liakopoulou
- 1977, Athènes (Grèce) - Galerie Ora
- 1978, Athènes (Grèce) - Galerie Gazette
- 1978, Paris - Galerie Principe
- 1980, Mulhouse - Aéroport de Bâle-Mulhouse
- 1980, Athènes (Grèce) - Galerie - « To Trito Mati »
- 1981, Paris - Librairie-Galerie « Le roi des Aulnes »
- 1981, Paris - Galerie Jacques Massol
- 1982, Athènes (Grèce) - Galerie - « To Trito Mati »
- 1982, Paris - Banque nationale de Grèce
- 1983, Paris - Accrochage dans les locaux de la B.I.C.S.
- 1984, Paris - Accrochage dans les locaux de la B.I.C.S.
- 1984, Paris - Librairie-Galerie « Le roi des Aulnes »
- 1984, Alençon - Centre d’art contemporain (avec Abidin et Nogichi)
- 1984, Athènes (Grèce) - Galerie - « To Trito Mati »
- 1985, Paris - Banque of Boston
- 1985, Möhnesee (Allemagne) - Galerie Take
- 1985, Le Pouliguen (France) - Accrochage dans le domaine de Cramphore
- 1985, Angers - Rétrospective de dessins chez un collectionneur privé
- 1986, Paris - Exposition au Consulat de Grèce
- 1987, Athènes (Grèce) - Galerie 3 : « Les autres aspects de la mer »
- 1988, Athènes (Grèce) - Galerie - « To Trito Mati »
- 1990, Saint-Tropez - Galerie Expression
- 1991, Athènes (Grèce) - Galerie M. Papadopoulou - « To Trito Mati »
- 1992, Honfleur - Galerie l’Homme de Bois (Œuvres sur papier)
- 1992, Le Havre - Galerie Hamon
- 1993, Saint-Cloud - Galerie Marc Ottavi
- 1994, Athènes (Grèce) - Galerie M. Papadopoulou - « To Trito Mati »
- 1996, Eubée (Grèce) - Centre culturel d’Oxylithos
- 1997, Rétrospective à la Pinacothèque Municipale de Patras
- 1997, Ermopoulia - Rétrospective à la Pinacothèque d'Ermopoulia
- 1997, Rétrospective à la Pinacothèque des Cyclades
- 1997, Paris - Galerie Nouvellet
- 1998, Paris - Galerie Nouvellet
- 1999, Patras (Gr) - Illustrateur officiel du Carnaval de Patras
- 1999, Athènes (Grèce) - Galerie Kreonidis
- 2001, Syros (Grèce) - Mairie de Syros, présentation du diptyque La ville de Syros commandé par la municipalité
- 2003, Thessalonique (Grèce) - Rétrospective à la Pinacothèque Nationale de Thessalonique
- 2003, Paris - Rétrospective de 72 œuvres chez un collectionneur privé
- 2004, Paris - Regard sur l'œuvre de Pierrakos, une rétrospective organisée aux Salons Bourbon, soutenue par la Banque de Grèce, De Burg & Associés et sous le parrainage de Georges Moustaki
- 2007, Athènes - Rétrospective au Musée Benaki
- 2007, Paris - Exposition de dessins à la Fondation hellénique de la Cité Universitaire de Paris, en marge de la rétrospective du Musée Benaki
- 2007, Psychiko (Grèce) - Rétrospective

## Sélection d'expositions collectives
- 1951, Londres (G.B.) - Salon du Borough of Holborn
- 1954, Londres (G.B.) - The Zwemmer Gallery Artists Unger Forty (Basset, Christoforou, Evleigh, Fenn, Grant, Heron, Hoyle, Johnson, Minton, Moss, Moyano, Wards et Woods)
- 1955, Paris - Petit Palais : Artistes étrangers en France
- 1956, Paris - Galerie de Seine
- 1956, Paris - Galerie Voyelles (Biosca, Boni, Carrizey, Lamotte, Padovani et Prat)
- 1956, Paris - Musée d'art moderne de la ville de Paris
- 1958, Paris - Le Cours Ingres (Blanche, Goetz, Jamio, Kito, Llinas, Lucas et Nejad)
- 1958, Paris - Centre culturel international de la Cité universitaire : Artistes grecs
- 1958, Paris - Galerie de Seine
- 1958, Paris - Musée national d'art moderne
- 1960, Londres (G.B.) - Redfern Gallery : Twelve Greek Artists (Arlioti, Caliyannis, Coulentianos, Gaïtis, Géorgiadis, Macris, Mavroidis, Molfessis, Mario Prassinos et Voyatzis)
- 1961, Paris - Cité universitaire
- 1962, Paris - Musée national d'art moderne
- 1963, Thessalonique (Grèce) - Galerie Techné
- 1966, Athènes (Grèce) - Galerie Astor : 8 Grecs de l’Etranger (Gaïtis, Theodoros, Coulentianos, Molfessis, Perdikidis, Sklavos et Chistoforou)
- 1966, Toulouse - Galerie l’Atelier
- 1971, Yerres - Centre Educatif et Culturel : Mois de la Grèce (Andréou, Caniaris, Christoforou, Coulentianos, Chaïnis, Libérakis, Papaloïzos, Philolaos et Prasinos)
- 1971, L'Hay-les-Roses - Centre Culturel : Art et Prospective
- 1971, Paris - Boîte Métal Production
- 1972, Paris - Centre de l’A.R.P.A. : Animation 72 avec Altmann, Feinstein, Dietrich-Mohr, Papaloïzos et Kallos
- 1972, Paris - Centre Educatif et Culturel : La Ligne et le Signe (Feinstein, Laks, Saura, Spacagnia et Sudre)
- 1973, Paris - Hôpital de la Salpetrière A.R.P.A. 73
- 1974, Mulhouse - Centre d’Animation : La Ligne et le Signe avec Bernath, Marcelle Cahn, Christoforou, Feinstein, Saura et Spacagnia
- 1976, Paris - Galerie Principe
- 1977, Ithaque (Grèce) - Festival d’Ithaque
- 1978, Paris - Galerie Vienner avec Altmann, Otero et Gardenier
- 1980, Paris - Le Salon Eclaté
- 1981, Paris - Librairie-Galerie « Le Roi des Aulnes » avec Aubert, Christoforou, Lindström, Mihailovitch, Rocher et Salles
- 1981, Paris - Atelier-Galerie Berthe (avec Karavouzis, Lakeridou, Maltezos, Santantonio, Doropoulos, Patsoglou, Simossi)
- 1981, Boulogne - Centre Culturel : Cartes à jouer (avec Salvador Dalí, Max Ernst...)
- 1982, Paris - Chapelle de la Salpetrière : Biennale du XIIIe
- 1982, Athènes (Grèce) - Galerie « To Trito Mati »
- 1982, Bruxelles (Belgique) - Palais des Congrès : Europalia avec Caras, Christoforou, Gaïtis et Alekos Fassianos
- 1983, Paris - Galerie Berthe (avec Eskenazi, Feinstein, Gauvin, Mihailovitch, Poncet et Romathier)
- 1983, Paris - Galerie Sculpture : Image Humaine
- 1983, Athènes (Grèce) - Galerie « To Trito Mati »
- 1984, Paris - Galerie Sculpture : 33 Grecs de Paris
- 1984, Sannois - Centre Turc : le dessin du XVIe au XXe siècle
- 1984, Flers - Musée du Bocage normand : Dessins du XVIe au XXe siècle
- 1984, Enghien-les-bains - Centre culturel François Villon
- 1984, Toulon - Salon international de l’Art contemporain
- 1985, Enghien-les-bains - 15 Peintres et Sculpteurs grecs
- 1987, Paris - Galerie Parcours : Du Noir au Blanc (avec Abidine, Altmann, rené-Jean Clot, Feinstein, Kriesi, Sablé et Féraud)
- 1987, Athènes (Grèce) - Panhellénique
- 1987, Paris - Le 13e Art
- 1988, Athènes (Grèce) - Panhellénique : Art Contemporain grec
- 1990, Paris - Galerie Expression
- 1990, Mulhouse - Musée des Beaux-Arts, collections privées d’Art contemporain (avec Adami, Atlan, Jean-Michel Basquiat, Gaston Chaissac, Charchoune, Clave, Olivier Debré, Goetz, Lanskoy, Aurélie Nemours, Pignon, Martial Raysse, Schneider, Wesselman...)
- 1992, Lyon - Galerie Hermès
- 1992, Le Havre - Galerie Eric Baudet
- 1992, Athènes (Grèce) - Galerie Maria Papadopoulou, le choix de la nativité du Christ (avec Vassilaki, Vassiliou, Geralis, Níkos Chatzikyriákos-Ghíkas...)
- 1993, Le Havre - Galerie Hamon
- 1993, Rhodes (Grèce) - Pinacothèque municipale : Collection K. Ioannidis (Musée Kotopouli-Zografou)
- 1994, Paris - Maison de l'Europe : Sculptures et Peintures d’artistes grecs (avec Andreou, Christophorou, Doropoulos, Gaïtis, Koulentianos, Molfessis, Sakellaridis, Simossi, Skiloyannis, Touyas, Tsamis, Tsingos et Xénakis)
- 1994, Paris - O.C.D.E. : Sculptures et Peintures d’artistes grecs (avec Andreadakis, Kriesi, Tsingos et Papaloizos)
- 1995, Enghien-les-bains - Peintures et sculptures grecques contemporaines
- 1995, Syros (Grèce) - Musée Cycladique : Collection K. Ioannidis (Musée Kotopouli-Zografou)
- 1995, Athènes (Grèce) - Centre Culturel de la Mairie d’Athènes, la Couronne de Mai
- 1996, Amfissa (Grèce) - Phocéennes’ 96 : Collection K. Ioannidis (Musée Kotopouli-Zografou)
- 1998, Corfou (Gr) - Collection K. Ioannidis du musée Kotopouli-Zographou à la Pinacothèque municipale
- 2001, Syros (Gr) - Exposition d'œuvres issues de la collection K. Ioannidis à la "Demos Poseidonias" de Syros
- 2008-2009, Athènes (Gr) - Les peintures grecques dans les collections de la banque de Grèce, du 4/12/08 au 22/03/09 (Pinacothèque nationale d'Athènes)
- 2009, Athènes (Gr) - Le paysage dans la peinture grecque, du 11/03/09 au 31/05/09 (Fondation Theocharakis)
- 2011, Île de Sifnos, Cyclades (Gr) - La face cachée : l'art grec contemporain dans les collections de la Pinacothèque Nationale de Grèce (juillet/août)
- 2017, Paris (Fr) - Neuf artistes grecs abstraits à Paris dans les années 1950, Orangerie du Sénat - Jardins du Luxembourg (du 7 au 18 septembre)

## Collections publiques et privées

### En France
- Ville de Paris
- Collection de l’État français, Paris
- C.N.A.C., Paris
- Musée des Augustins de Toulouse
- Musée d'art et d'industrie de Saint-Étienne
- Musée départemental d'art ancien et contemporain d’Epinal
- Musée de Maubeuge
- Banque nationale de Grèce, Paris

### En Grèce
- Ministère de la Culture
- Conseil d’État
- Assemblée nationale de Grèce
- Pinacothèque nationale d'Athènes
- Pinacothèque nationale de Thessalonique
- Ville de Syros
- Pinacothèque de Patras
- Pinacothèque des Cyclades
- Banque agricole de Grèce
- Banque nationale de Grèce
- Musée Vorrès
- Fondation Goulandris
- Fondation Benaki
- Musée Kotopouli - Collection K. Ioannidis

### En Russie
- Galerie Tretiakov, Moscou

### En Suisse
- Musée des Beaux- Arts, Bâle

### Collections privées
- Athènes ( Grèce)
- Bâle ( Suisse)
- Bruxelles ( Belgique)
- Cambridge ( Royaume-Uni)
- Grenoble ( France)
- Jérusalem ( Israël)
- Kiev ( Ukraine)
- Lille ( France)
- Londres ( Royaume-Uni)
- Lyon ( France)
- Melbourne ( Australie)
- Moscou ( Russie)
- Mulhouse ( France)
- New York ( États-Unis)
- Paris ( France)
- Thessalonique ( Grèce)
- Zürich ( Suisse)

### Salons
- Salon Art Libre, Paris
- Salon d’Art Sacré, Paris
- Salon Comparaisons, Paris
- Salon Grands et Jeunes d’Aujourd’hui, Paris

## Filmographie
- Mars 1976 : Gaumont-Pathé (Ministère des affaires étrangères français et Ministère de la culture). Magazine no 13, par A. Haas, (couleur).
- 1976 : « Les Créateurs ». Télévision grecque par Maria Karavia et G. Emirzas, (couleur, 25 min).
- 1980 : Télévision grecque, par Béatrice Spiliadis, (couleur, 25 min).
- 1990-92 : Interviews télévisées. Chaîne 7X, Athènes, (30 min).
- 1994 : Visite d’Atelier, par Sarrazin, France.
- 1995 : Télévision grecque. Présentation d’une trentaine de toiles et interview par Marlène Carrer, Chaîne 7X, Athènes, (30 min).
- 1996 : Présentation à « EuroNews », dans Artissimo, de l’Atelier de Pierrakos à Paris.
- 2004 : Utilisation d'œuvres pour Naples, un film de Sébastien Gonzalez (produit par l'Université d'Orsay), Orsay (couleur, 20 min).
- 2005 : Utilisation d'œuvres pour le décor d'È pericoloso sporgersi, un film d'Avril Tembouret, Delastre Films, Paris (noir et blanc, 17 min).